# Burmadictynidae
Burmadictynidae – wymarła rodzina pająków z infrarzędu pająków wyższych i grupy płytkowców. Obejmuje sześć opisanych gatunków. Żyły w kredzie na terenie współczesnej Azji.

## Morfologia
Pająki te miały na prosomie ośmioro oczu rozmieszczonych w dwóch poprzecznych szeregach. Oczy pary tylno-środkowej położone były przynajmniej trochę bardziej z przodu niż oczy pary tylno-bocznej. Oczy pary przednio-środkowej nie bywały powiększone. Karapaks wyglądał na pozbawiony jamki. Kolejność par odnóży od najdłuższej do najkrótszej to: I, II, IV, III. Zwykle uda, rzepki, golenie i nadstopia porośnięte były szczecinkami; często też szczecinki występowały na spodzie stóp trzeciej i czwartej pary. Uda pozbawione były trichobotrii. Nadstopia czwartej pary były proste do dość mocno zakrzywionych, nigdy nie będąc bocznie spłaszczonymi. U obu płci na nadstopiach ostatniej pary występował grzebień przędny zajmujący co najmniej ⅔ jego długości, czasem nawet praktycznie całą jego długość. Wszystkie stopy pozbawione były trichobotrii i zwieńczone trzema pazurkami. Opistosoma (odwłok) u obu płci dysponowała dość dużym wzgórkiem analnym i dobrze wykształconym siteczkiem przędnym. Nogogłaszczki samca odznaczały się embolusem silnie skręconym w dość długą, cylindryczną spiralę.

## Taksonomia i ewolucja
Takson ten wprowadzony został w 2017 roku przez Jörga Wunderlicha na łamach „Beiträge zur Araneologie” poprzez wyodrębnienie dwóch rodzajów z rodziny Salticoididae i opisanie trzeciego. Według publikacji Iavana Magalhaesa i innych z 2024 roku informacje o tych pająkach są zbyt skąpe by potwierdzić zasadność wyodrębnienia nowej rodziny.
W sumie do Burmadictynidae zalicza się sześć opisanych gatunków sklasyfikowanych w trzech rodzajach:
- Burmadictyna Wunderlich, 2008
- Eodeinopis Wunderlich, 2017
- Palaeomicromenneus Penney, 2003

Ten ostatni znany jest z pojedynczej inkluzji we wczesnokredowym bursztynie libańskim, pozostałe zaś z późnokredowych inkluzji w bursztynie birmańskim.
Według Wunderlicha Burmadictynidae samodzielnie lub wspólnie z Salticoididae zajmują pozycję siostrzaną dla Deinopoidea lub kladu obejmującego Deinopoidea i Araneoidea.